# Ludwig von Lyncker (General, 1821)
Ludwig Alexander von Lyncker (* 2. Januar 1821 in Darmstadt; † 8. Juli 1882 ebenda) war ein preußischer Generalleutnant und General à la suite des Großherzogs von Hessen.

## Leben

### Herkunft
Ludwig war ein Sohn des gleichnamigen großherzoglich hessischen Generalmajors Ludwig von Lyncker (1780–1844) und dessen Ehefrau Luise, geborene Praun (1789–1852). Sein Vater war am 30. Mai 1835 durch Ludwig II. in den erblichen großherzoglich hessischen Adelsstand erhoben worden.

### Militärkarriere
Lyncker besuchte das Gymnasium in Darmstadt und trat nach seinem Abitur am 1. Oktober 1837 als Musketier in das 2. Infanterie-Regiment der Großherzoglich Hessischen Armee ein. Nach einer Verwendung im 1. Infanterie-Regiment ließ er sich aufgrund seines Interesses für die Artillerie am 24. April 1841 zum Artilleriekorps versetzen und avancierte Anfang September 1841 zum Leutnant. Mitte Dezember 1847 folgte seine Versetzung zum Generalstab und am 26. April 1848 mit Patent vom 2. Mai 1848 die Beförderung zum Oberleutnant. Vom 21. August bis zum 3. Oktober 1848 war Lyncker als Generalstabsoffizier zu der in Holstein stehenden kombinierten württembergischen und hessischen Brigade kommandiert. In gleicher Eigenschaft war er im Jahr darauf während der Niederschlagung der Badischen Revolution bei General von Schäffer-Bernstein und nahm an den Gefechten bei Gernsbach, Weinheim und Großsachsen teil.
Anschließend war Lyncker vom 10. Oktober 1849 bis zum 1. März 1858 als Lehrer der Waffenkunde an der Kriegsschule in Darmstadt tätig. Aufgrund seiner erfolgreichen Lehrtätigkeit wurde er zugleich von Ende Juli 1850 bis Anfang Oktober 1855 Mitglied der allgemeinen Offiziersprüfungskommission und war zudem seit 1850 auch als Generalstabsoffizier beim Stab der Armeedivision. Am 25. August 1852 erhielt er den Charakter als Hauptmann, wurde Ende August 1853 Chef der reitenden Batterie im Artilleriekorps und ihm wurde das Patent zu seinem Dienstgrad verliehen. Während der Besichtigung des königlich sächsischen Bundeskontingents wurde Lyncker im Herbst 1853 dem großherzoglich hessischen Bundesgeneral beigegeben. Vom 14. Mai 1856 bis zum 20. Juni 1857 war er Mitglied der Prüfungskommission für Oberleutnants des Artillerie. Am 23. April 1858 ernannte ihn Großherzog Ludwig III. zu seinem Flügeladjutanten. In dieser Stellung erhielt er Ende Mai 1859 den Charakter als Major und am 25. August 1861 das Patent zu seinem Dienstgrad. Am 6. August 1865 erfolgte seine Ernennung zum Kommandeur der Garde-Unteroffizier-Kompanie.
Im Krieg gegen Preußen war Lyncker vom 6. Juli bis zum 12. August 1866 im Hauptquartier des VIII. Armee-Korps und nahm an den Gefechten bei Tauberbischofsheim und Gerchsheim teil. Später leitete er die Verhandlungen, die zum Abschluss des Waffenstillstandes zwischen Preußen und Hessen führte. Der Großherzog würdigte sein Wirken durch die Verleihung des Kommandeurkreuzes II. Klasse des Ludwigsordens.
Nach dem Krieg stieg Lyncker am 21. Januar 1867 zum Oberstleutnant und Generalquartiermeister auf. Am 10. Juli 1867 erhielt er das Kommando über das 4. Infanterie-Regiment „Prinz Karl“ und avancierte Ende Juli 1868 zum Oberst. Als solcher war er vom 1. Oktober 1868 bis zum 9. November 1869 unter Stellung à la suite seines Regiments zum 2. Magdeburgischen Infanterie-Regiment Nr. 27 der Preußischen Armee kommandiert. Anschließend beauftragte man ihn mit der Führung des 3. Infanterie-Regiments (Leib-Regiment).
Mit der Mobilmachung anlässlich des Krieges gegen Frankreich wurde Lyncker am 19. Juli 1870 zum Kommandeur der 2. Infanterie-Brigade sowie am 28. November 1870 unter Belassung in dieser Stellung erneut zum Flügeladjutanten des Großherzogs von Hessen ernannt. Im Kriegsverlauf nahm er an den Schlachten bei Gravelotte, Noisseville, Orleans und Beaugency-Cravant, der Belagerung von Metz sowie den Gefechten bei Montlivault, Chambord und Vienne teil. Nach dem Krieg kommandierte man Lyncker vom 4. Mai bis zum 14. Juni 1871 zum Abschluss der Militärkonvention mit Preußen nach Berlin. Nach dem Abschluss der Konvention wurde er vom 5. bis zum 24. Dezember 1871 wieder nach Berlin kommandiert, um die Überführung des hessischen Offizierskorps zu organisieren.
Mit Wirkung zum 1. Januar 1872 erfolgte seine Übernahme als Brigadekommandeur in den Verband der Preußischen Armee und nachträglich wurde ihm am 19. Januar 1873 das Eiserne Kreuz I. Klasse verliehen. Lyncker stieg am 22. März 1873 zum Generalmajor auf und wurde am 20. Mai 1873 unter Belassung in seiner Stellung General à la suite des Großherzogs von Hessen. Er erhielt am 24. September 1878 den Stern zum Kronen-Orden II. Klasse und avancierte am 1. November 1879 mit der Beförderung zum Generalleutnant zum Kommandeur der 9. Division in Glogau. Aufgrund eines unheilbaren Magenleidens sah er sich gezwungen seinen Abschied einzureichen. Unter Verleihung des Roten Adlerordens I. Klasse mit Eichenlaub wurde Lyncker daher am 19. Juni 1882 mit Pension zur Disposition gestellt, blieb aber General à la suite des Großherzogs. Er starb kurz darauf in Darmstadt.

### Familie
Lyncker heiratete am 30. Oktober 1848 in Darmstadt Kathinka von Marquard (1825–1917), eine Tochter des Generalmajors Karl von Marquard (1776–1854). Das Paar hatte mehrere Kinder, darunter:
- Karl (1849–1923), preußischer Generalmajor ⚭ Auguste Wenck (1853–1944)
- Julius (1853–1903), preußischer Major a. D.
- Anna (* 1858)